# Samsung Galaxy A02
Il Samsung Galaxy A02 (Galaxy M02) è uno smartphone di fascia bassa prodotto da Samsung, facente parte della serie Samsung Galaxy A (M).

## Caratteristiche tecniche

### Hardware
Il Galaxy A02 è uno smartphone con form factor di tipo slate, le cui dimensioni sono di 164 × 75,9 × 9,1 millimetri e pesa 206 grammi.
Il dispositivo è dotato di connettività GSM, HSPA, LTE, di Wi-Fi 802.11 b/g/n con supporto a Wi-Fi Direct ed hotspot, di Bluetooth 5.0 con A2DP e LE, di GPS con A-GPS e BeiDou. Ha una porta Micro-USB 2.0 ed un ingresso per jack audio da 3,5 mm. Supporta il Dolby Atmos.
È dotato di schermo touchscreen capacitivo da 6,4 pollici di diagonale, di tipo LCD PLS TFT con aspect ratio 20:9, angoli arrotondati e risoluzione HD+ 720 × 1600 pixel (densità di 270 pixel per pollice). Il frame laterale ed il retro sono in plastica. Il dispositivo è stato commercializzato sia in versione mono che dual SIM.
La batteria ai polimeri di litio da 5000 mAh non è removibile dall'utente. La ricarica è a 7,75 W.
Il chipset è un MediaTek MT6739. La memoria interna di tipo eMMC 5.1 è di 32 o 64 GB (in base alla versione scelta), mentre la RAM è di 2 o 3 GB.
Il modulo fotografico posteriore è composto da 2 sensori, uno principale da 13 MP con apertura f/1.9 e uno macro da 2 MP f/2.4, è dotata di autofocus e flash LED, in grado di registrare al massimo video Full HD a 30 fotogrammi al secondo, mentre la fotocamera anteriore è da 5 MP f/2.0.
Il Galaxy M02 differisce dal Galaxy A02 solamente per la memoria interna, che è disponibile solo nel taglio 32 GB.

### Software
Il sistema operativo è Android 10. Ha l'interfaccia utente personalizzata One UI Core 2.5.
A settembre 2021 viene aggiornato ad Android 11 con One UI Core 3.1.

## Varianti

### Galaxy A02s
Il Samsung Galaxy A02s (Galaxy M02s/F02s in India) è una variante del Galaxy A02 (Galaxy M02), dal quale differisce principalmente per il differente reparto fotografico (tre sensori posteriori, il principale da 13 megapixel, un grandangolare da 2 megapixel e uno di profondità da 2 megapixel, per utilizzare effetti come il Bokeh), per il chipset (Snapdragon 450) e per la ricarica (USB-C 2.0 a 15 W).
Questa versione è equipaggiata con Android 10 e One UI Core 2.5.
A fine primavera 2021 riceve Android 11 con One UI Core 3.1.
Da luglio 2022 inizia ricevere Android 12 con One UI Core 4.1.

## Commercializzazione
Il Galaxy A02 è stato presentato il 26 gennaio 2021. In India viene commercializzato con il nome di Samsung Galaxy M02, annunciato il 2 febbraio 2021 e in vendita dal 9 febbraio seguente.
Il Galaxy A02s è stato presentato il 24 novembre 2020. Le vendite sono iniziate il 21 febbraio 2021. Viene commercializzato principalmente in India con il nome di Samsung Galaxy M02s, annunciato il 7 gennaio 2021 e in vendita dal 19 gennaio seguente mentre, in seguito, anche con il nome di Samsung Galaxy F02s, presentato il 5 aprile 2021 e in vendita dal 9 aprile seguente.